# Knobbelsporig mosschijfje
Het knobbelsporige mosschijfje (Octospora tuberculatella) is een schimmel behorend tot de familie Pyronemataceae. Hij leeft op levende bladmossen. Hij infecteert de rhizoïden van Weissia zoals Gewoon parelmos (Weissia controversa).

## Kenmerken
De apothecia (vruchtlichamen) meten 0,3-1 mm in diameter. Ze zijn kussenvormig, halfrond, zonder vliezige rand. Het hymenium is oranje tot geelachtig oranje.
De asci zijn 8-sporig en meten 210–280 × 16–23(26) µm. De ascosporen liggen uniserieel in het zakje. Ze zijn bolvormig en meten inclusief ornamentatie  (14-)15-18(-21) µm, exclusieve versiering 13-16(-19) µm in diameter. De ornamentatie bestaat uit geïsoleerde wratten (0,5-)1-3(-3) µm breed en hoog. Op het sporenoppervlak zijn de wratten soms verbonden door lage richels. De sporen zijn hol van binnen.

## Verspreiding
Hij is bekend uit Australië, Europa, Turkije en de Verenigde Staten. Binnen Europa zijn vondsten bekend uit Oostenrijk, Tsjechië, Frankrijk, Duitsland, Hongarije, Portugal, Slowakije, Spanje, Nederland. 
In Nederland komt het uiterst zeldzaam voor. Het staat niet de rode lijst.